# كسكسة
الكَسْكَسَة ظاهرة صوتية لغوية قديمة، والكسكسة قلب كاف المخاطبة سينًا، أو إلحاقها سينًا.
ذكرها علماء اللغة، وما زالت مسموعة حتى عصرنا الحاضر في جزيرة العرب، وتُنسب هذه الظاهرة إلى بكر بن وائل، وهوازن، وحي من تميم، ولها ثلاث صيغ:
1. إلحاق الكاف سينًا فيقال: «مررت بكس»، يقصد: «مررت بكِ».
2. قلب الكاف سينًا فيقال: «مررت بس»، يقصد: «مررت بكِ». وتُسمع هذه بين أفراد قبيلة عتيبة سليلة قبيلة هوازن.
3. قلب الكاف إلى «تس» مدغمةً فيقال: «مررت بِتْس»، يقصد: «مررت بكِ». وهذه هي الأكثر انتشارًا في نجد، إذ هي مسموعة في اللهجة القصيمية، واللهجة الحائلية، وفي شمال نجد.